# Drepanosticta rhamphis
Drepanosticta rhamphis är en trollsländeart som beskrevs av Van Tol 2005. Drepanosticta rhamphis ingår i släktet Drepanosticta och familjen Platystictidae. Inga underarter finns listade i Catalogue of Life.